# Frank C. Emerson
Frank Collins Emerson (* 26. Mai 1882 in Saginaw, Michigan; † 18. Februar 1931) war ein US-amerikanischer Politiker (Republikanische Partei), der von 1927 bis 1931 15. Gouverneur des Bundesstaates Wyoming war.

## Werdegang
Emerson graduierte an der University of Michigan mit einem Bachelor of Science in Bauingenieurwesen. Anschließend zog er nach Wyoming, wo er eine Anzahl von leitenden Ingenieursposten hielt und von 1919 bis 1927 als State Engineer tätig war. Mit der Behauptung, dass seine Ablösung 1923 von dem späteren Gouverneur William Ross unzulässig war, zog er vor den State Supreme Court, welcher ihn dann tatsächlich wieder einsetzte. Drei Jahre später kandidierte er um das Amt des Gouverneurs gegen Nellie Tayloe Ross, die nach dem Tod ihres Ehemannes zur Gouverneurin gewählt wurde, und siegte. Während seiner Amtszeit als Gouverneur spielte Emerson eine wichtige Rolle bei der Erschließung von Wyomings natürlichen Ressourcen. Er wurde für eine zweite Amtszeit wiedergewählt, verstarb allerdings weniger als zwei Monate nachdem er diese angetreten hatte. Anschließend wurde er in Cheyenne, Wyoming, beigesetzt.
Er war mit Zennia Jean Reynders verheiratet und das Paar hatte drei gemeinsame Kinder.